# Боббі Дрісколл
Боббі Дрісколл (англ. Bobby Driscoll, ім'я при нарожденні Роберт Клетас Дрісколл, (Robert Cletus Driscoll); 3 березня 1937, Сідар-Рапідс — 30 березня 1968, Мангеттен) — американський актор, відомий за ролями в кіно та на телебаченні з 1943 по 1960 роки. Найбільшу славу отримав завдяки роботам на студії «The Walt Disney Company». Був прототипом для створення образу Пітера Пена в однойменному діснеївському мультфільмі 1953 року, якого він до того ж й озвучив.
Лауреат молодіжної премії «Оскар» 1950 року.

## Біографія
Роберт Клетас Дрісколл народився у родині продавця ізоляційних матеріалів та колишньої шкільної вчительки. Був єдиною дитиною в сім'ї. Незабаром, після його народження, родина переїхала в Де-Мойн, де вони жили до початку 1943 року, поки батько за порадою свого лікаря (оскільки йому через його професію довелося багато працювати з азбестом, то у нього розвинулася легенева хвороба) не перевіз родину у Лос-Анджелес.
У Лос-Анджелесі син перукаря, до якого ходили Дрісколли, вмовив батьків відвести хлопчика на прослуховування у сімейну драму «Загублений янгол» 1943 року. На знімальному майданчику його помітив режисер Ллойд Бейкон, який відібрав хлопця на роль маленького Альберта Саллівана у військовій драмі «Саллівани» (1944) — патриотичному фільмі про матросів-братів Салліванів, які героїчно загинули у битві за Гуадалканал.
У 1946 році Боббі підписав контракт з Волтом Діснеєм на зйомки в новому фільмі студії «Disney» «Пісня Півдня» (1946). Фільм зробив Боббі та його партнерку-ровесницю Луану Паттен зірками. Названі американською пресою як «улюблена команда» Діснея, Боббі і Луана пізніше знялися в інших його проектах: «Так дорого моєму серцю» (1948) та «Час мелодій» (1948). Успіх фільму «Вікно» (1949) допоміг Боббі отримати у 1950 році молодіжну премію «Оскар», а після зйомок у фільмі «Острів скарбів» (1950) він отримав іменну зірку на Голлівудській алеї слави.
У 1953 році Бобби заключив контракт з «Disney», зігравши свою останню зіркову роль — Пітера Пена в однойменному мультфільмі. Біограф Діснея Марк Елліот писав, що Боббі був його, Діснея, найулюбленішою дитиною-актором. Дісней часто згадував, що бачив в Боббі втілення його власної юності, але після зйомок «Пітера Пена» він заявив, що Боббі відтепер більше підходить для ролей зухвалих хуліганів, ніж якихось симпатичних героїв. Проте, «Пітер Пен» став останнім великим проектом Діснея за участю Боббі. Вже будучи підлітком, Боббі зіштовхнувся із кричущою байдужістю інших студій: незважаючи на свій вік, його продовжували вважати «дитиною Діснея» і тому ролі пропонували не дуже серйозні. У березні 1953 року (через три тижні після прем'єри «Пітера Пена») його другий контракт з «Disney» був достроково розторгнутий (контракт повинен був закінчитися в 1956). Однією з причин завершення, імовірно, стало рясне висипання на його обличчі юнацьких прищів, які додавали труднощі гримерам.
Починаючи з 1953 року Боббі знімався лише у телесеріалах та телешоу (частіше за всього запрошеним гостем). Після розірвання контракту з Діснеєм, батьки перевели Боббі зі Професійної Школи Голлівуду (приватної школи, в якій програма навчання розроблена спеціально для дітей-акторів) в громадську Університетську Старшу Школу Вествуд. У новій школі він піддавався глузуванням через свою кінокар'єру, усі його спроби зблизитися з новими однокласниками ні до чого не привели. Через це у Боббі різко знизилася успішність, він поступово став агресивним і тоді ж в 17 років він вперше спробував наркотики (це був героїн). Через якийсь час йому вдалося вмовити батьків повернути його назад в Професійну Школу Голівуду, яку він і закінчив в травні 1955 року.
Проблеми Боббі з наркотиками поступово загострювалися, і наприкінці 1961 року в нього виявили наркозалежність і відправили на реабілітацію в Наркотичний реабілітаційний центр Каліфорнійської установи в Чино, звідки на початку 1962 року він був достроково звільнений, але після цього був нездатний знайти собі постійну роботу.
Після звільнення Боббі переїхав у Нью-Йорк з надією спробувати себе у Бродвеї, але невдало. Тоді Боббі приєднався до арт-студії «The Factory» Енді Воргола. У студії йому вдалося домогтися деякого визнання — декілька його робіт були тимчасово показані в Лос-Анджелесі в Художньому музеї Санта-Моніки.
На початку 1968 року Боббі залишив студію. Не маючи грошей, він розчинився у нетрях Мангеттена.
30 березня 1968 року, труп Боббі Дрісколла знайшли декілька підлітків у закинутій будівлі в Нижньому Мангеттені. Поруч з ним валялися пляшки пива і релігійні брошури. Поліція встановила що Боббі помер від серцевої недостатності, викликаної вживанням наркотиків. Оскільки при собі у Боббі не було ніяких документів, його так і не вдалось опізнати. Боббі поховали як безхатченка на острові Хант в Бронксі в непозначеній могилі. Лише у 1969 році, завдяки пошукам матері, його особистість була встановлена. Про смерть Боббі Дрісколла суспільство дізналось лише у 1972 році, коли репортери в ході підготовки до перевидання фільму «Пісня півдня» збирали інформацію про всіх членах знімальної команди і дізналися від матері актора, що його вже декілька років немає в живих.

## Нагороди
- Оскар 1950 — «Молодіжна нагорода Академії»